# 小行星5459
小行星5459（5459 Saraburger）是一颗围绕太阳公转的小行星。1981年8月26日，亨利·德波鸿诺在拉西拉天文台发现了此天体。
这颗小行星的绝对星等为223.5739944429135等。